# 青柳透
青柳 透（あおやぎ とおる、5月26日 - ）は、日本の歌手。女性ボーカルユニットCYNHNのメンバー。ディアステージ所属。千葉県出身。身長157.5cm。愛称はとおる、あおちゃん、とおるん、とるぴょん、とるちゃん。自身を表す絵文字は🐢。

## 略歴
2016年、JOYSOUNDとディアステージの共同オーディションに参加。審査員特別賞を受賞し合格。
2017年6月25日、渋谷WWWで開催された『DEARSTAGE SHOWCASE 2017』にて女性ヴォーカルユニットCYNHNの結成が発表され、そのメンバーとして紹介された。
2021年11月11日～12月11日までの1か月間、学業に専念するため活動の一部を休止。
現在、CYNHNのメンバーとして活動中。

## 人物・エピソード
中～低音域の凛とした歌声が特徴で、芯のある真っすぐな歌唱と透き通るような潤いのある声を活かした歌唱とを使った、儚く感情豊かな表現が持ち味。 ライブでは「氷菓」「wire」「サファイア」等の低音のハモリを担当している。
中学・高校で好きになった妄想キャリブレーション・でんぱ組.inc・『アイカツ!』キャラの歌唱担当であるSTAR☆ANISが同じ事務所所属であることを知り、秋葉原ディアステージに運命を感じて憧れていた。高校生となったときにディアステージに応募するも返信が無く採用されなかった。それでも秋葉原ディアステージへの憧れは強く、JOYSOUNDとディアステージの共同オーディションに応募して合格した。
当時の心境として、"このオーディションの二次審査まで行けたら特別審査員の古川未鈴さんに会えるのではないか"、"たまたま憧れた対象がアイドルさんだっただけで、アイドルになりたかったわけではない"と語っている。
自身を表す絵文字の亀(🐢)はデビュー曲「FINALegend」の歌詞 "マイペース マイペース"にちなんでいる。またサインにも亀をデザインとして取り入れている。人よりペースや技術の習得が少し遅くとも、理論や法則に基づく効果的で効率の良い方法を考えてコツコツと物事と努力を積み重ねていけば、"ウサギとカメ"の童話のように最終的な目標を達成できるという信念に基づく。
CYNHNとして芸能活動中での大学進学、そして書道・イラスト・グッズ制作・自主ラジオ番組制作など様々なことに挑戦している。このように好きなことや達成したい目標に向けて実直に取り組む姿勢について、"真っすぐで「続けられる」という才能がある。他にも色々な才能と魅力があって、漫画から出てきたような子"と百瀬怜からコメントされている。

## 趣味・特技
漫画やアニメが好き。幼少期から親しんできた「NARUTO」「BLEACH」「銀魂」、そして大学時代に観た「鬼滅の刃」など、和の要素を含む作品に強く影響を受けている。
この体験は「浮世絵」「和装」「江戸時代／近代」への興味につながり、新たな趣味として広がっている。自身の大学卒業をテーマに開催された個展『学業修展』では卒業式の服装を衣装とした写真の展示を行っており、"鈴木春信の浮世絵を意識した袴を着用した"と解説している。
上記の他に好きな漫画・アニメの作品として、2022年のインタビュー時では「バクマン。」「SLAM DUNK」「暗殺教室」「DEATH NOTE」「いちご100%」「チェンソーマン」「黒子のバスケ」のジャンプ系作品を多く挙げている 。
好きな作品や最近観た作品について個人配信で語ることもあり、「BANANA FISH」「僕のヒーローアカデミア」「逃げ上手の若君」「86-エイティシックス-」「絶園のテンペスト」「PSYCHO-PASS」「ソードアート・オンライン」など、数多くの作品を取り上げている。
運動が好きで、中学・高校ともに陸上部に所属していた。この経験もあり自身のメインボーカル曲「So Young」のMVでは陸上部員役を演じている。
オーディションで特技を聞かれた時に"ここにいる誰よりも速く走れる自信があります"と答えたため、デビュー当時のプロフィール欄の特技は"短距離走"となった。なお陸上部時代は短距離走の選手ではなかったことから、現在のプロフィールの特技欄ではこの記載はされていない。
絵を描くこと、ものづくりが好き。イラスト・書道・写真などの表現方法を使って、CYNHNのグッズデザイン、自身のオリジナルグッズ制作、自身の個展の開催を精力的に行っている。
幼い頃から絵を描くことが好きで、好きな画家としてルノワールを挙げている。上述のように漫画も好きなことから独学でイラストやデザインを勉強している。書道は幼少期から大学まで継続して技術を磨き、自身の個展での作品展示、SNS・配信で書き初めを披露している。写真はインスタグラムの「#青柳透写真館」や各種SNS・個展で確認できる。
2021年においては毎月16日を「とおるの日」と制定し、毎月オリジナルグッズを制作販売していた（2021年4月〜2022年4月までの1年間、製作したグッズは11種類）。2022年以降も毎月16日には配信やFC特典配布などのファンサービスを継続して行なっている。グッズデザインの提供も行ったことがある。
このように創作を行う背景として、"昔から「ものづくり」に関わる仕事に就きたいと考えていた。ディアステージには「ものづくり」に関わるキャストも多く所属することを知り、早くディアステージで働きたいと思った"と語っている。
ラジオが好きでアニラジ、アーティスト、芸人など幅広いジャンルの番組を聴いている。
自主制作のラジオ番組「"戦え浮世の人間よ！とおるの朝練ラジオ"『ぽあラジ』」を自身の個人配信内で放送しており、パーソナリティ、台本作成・SE等の全てを自ら務めていた（第1期：2022年2月1日〜2月28日、毎日朝配信[全27回]、第2期：2022年9月2日〜12月24日、毎週金曜日朝配信[全16回]）。なお"戦え浮世の人間よ!"は自身のソロ曲「ドリーミーライフ」の歌詞の一節である。主なコーナーは「トークテーマ」「うきうき浮世!ぽ江戸のことを知ろう」「根拠のない星座占い」「とおるのぽススメ」。毎回のトークテーマはファンからのコメント・ツイートから募集していた。2023年11月以降、ラジオ番組の形態ではなくなったものの個人配信を活発に行っている。2023年より始まったソロトークイベントでは『とおるの出張ラジオ』を冠しており、ラジオ配信のリアルイベントという位置づけである。
読書が好き。好きな本として有川ひろの図書館戦争シリーズと自衛隊三部作(「塩の街」「空の中」「海の底」)、また村田沙耶香の「殺人出産」を挙げている。
サウナが好き。2022年の生誕ライブ『sublimate emotions!』ではサウナハットを制作・販売している。

## 出演

### ライブ・イベント出演
- 艶めく☆ディアステージ（2017年8月20日、新橋演舞場）[17][18][19]
- #DSPM のど自慢（2019年8月10日、新宿ロフト）[20]
- 突然ですが 残暑「お見舞い」してやります。 （2019年9月13日、秋葉原ディアステージ）[21]
- GIRLS♥GIRLS♥GIRLS Winter Girls 2019（2019年12月7日、AKIBAカルチャーズ劇場）※MCとして百瀬怜と出演[22]
- DSPMのど自慢～新年会～（2020年1月7日、新宿ロフト）[23]
- 青柳透[ﾋｰﾛｰ]ってのは遅れて登場するもんだからよ（2020年2月3日、ディアステージ名古屋店）[24]
- ささかまリス子10th ANNIVERSARY LIVE（2020年2月9日、吉祥寺・STAR PINES CAFÉ）[25]
- ディアステ周年記念配信「ディアノミ」（2020年12月1日、秋葉原ディアステージ）[26]
- 清水理子presents! "SING BOX!! Vol.03"（2021年2月22日、zaiko配信）[27][28][29]
- キュンとあまい！りさスイーツ（2022年1月24日、cookpadLive配信）[30][31][32]
- DSライブフェス！（2022年2月23日、秋葉原ディアステージ）[33]
- DSアイドルしゃべり場Vol.05（2023年2月21日、渋谷近未来会館） ※百瀬怜と出演[34]
- ささかまリス子LAST（2023年3月4日、秋葉原ディアステージ）[35]
- 東条泉美バースデーイベント2023 ～Happy Summer night🎐～（2023年9月9日、Spotify O-nest）[36][37][38]
- CYNHN来店イベント〜⼼斎橋ディアステージへようこそ︕Vol.2〜（2024年7月22日、心斎橋ディアステージ）[39]　※月雲ねると参加
- ねるとおるかーりんりっこーと楽しいフライデーナイト（2024年11月8日、秋葉原ディアステージ）[40]

### ソロイベント

#### DS周年・生誕イベント
- #あおちゃんがうまれたひ（2018年6月16日、秋葉原ディアステージ）[41]
- 青椒肉絲じゃないよ!青柳透だよ!（2019年5月12日、秋葉原ディアステージ）[42]
- とおるディアステ3周年ライブ 2020（2020年5月24日、秋葉原ディアステージ）※LINELIVE 配信[43]
- 青柳透の本日ぽやらNight（2021年5月26日、秋葉原ディアステージ）[44]
- #とおる秋葉原ディアステージ5周年（2022年5月27日、秋葉原ディアステージ）※.yell LIVE 有料配信[45]
- 好柳透の本日ぽやらNight（2023年5月28日、秋葉原ディアステージ）[46]
- 青柳透のぽやrあふたぬーん2024〜生誕当日7周年の巻〜（2024年5月26日、秋葉原ディアステージ）[47]
- 青柳透のぽやらnight 2025〜8周年の巻〜（2025年5月23日、秋葉原ディアステージ）[48]

#### 生誕ライブ
- 解放（2019年6月1日、Zirco Tokyo）[49]
- do not belong to anything（2021年5月23日、青山RizM）[50]
- sublimate emotions!（2022年7月2日、恵比寿CreAto）[51]
- 好柳透になっちゃいな♡（2023年4月18日、渋谷近未来会館）[52]
- まじない（2024年5月25日、GARRET udagawa）[53][54][55]
- はらわた（2025年5月25日、恵比寿CreAto）[56][57][58]

#### トークイベント
- 戦え浮世の人間よ!とおるの出張ラジオ（2023年1月15日、秋葉原ディアステージ）[59]
- とおるの出張ラジオ第2回（2023年3月24日、秋葉原ディアステージ）[60][61]
- 戦え浮世の人間よ!とおるの出張ラジオ第3回 〜夏休みの巻〜 "青柳透暗黒少年編"（2023年8月10日、LOFT HEAVEN）[62][63][64]
- 戦え浮世の人間よ!とおるの出張ラジオ第4回 〜ちょっと遅めの冬休み編〜（2024年1月13日、秋葉原ディアステージ）[65]
- 戦え浮世の人間よ!とおるの出張ラジオ第5回 〜春休み編〜（2024年3月26日、秋葉原ディアステージ）[66]
- 喫茶とおるてん2024（2024年5月26日、Awaji cafe gallery）[67][68]
- 戦え浮世の人間よ!アロハ先輩の出張ラジオ第1回 〜夏休みの巻〜（2024年8月28日、秋葉原ディアステージ）[69][注 3]
- 戦え浮世の人間よ！とおるのぽやらNight〜ちょっと早い冬休みの巻〜（2024年12月9日、秋葉原ディアステージ）[70]

#### しろくま一日店長イベント
- 青柳透のぽやらnight 2022@しろくま（2022年5月28日、スナックしろくま）[71]
- 青柳透のぽやらnight 2022 〜忘年会の巻〜（2022年12月28日、スナックしろくま）[72]
- 好柳透のぽやらnight 2023@しろくま（2023年5月27日、スナックしろくま）[73]
- 青柳透のぽやらnight 2024〜生誕前夜祭の巻〜@しろくま（2024年5月24日、しろくま）[74]

### 展示・個展

#### 個展
- 青柳透展 〜直感〜（2021年5月22日 - 5月28日、Awaji cafe gallery）[75]
- 青柳透 大学卒業写真展「学業修展」（2022年4月20日 - 4月24日、ギャラリーフィルモ）[76]
- 青柳透 展「透」（2022年5月25日 - 6月1日、Gallery&Barくらげ）[77][78]
- 青柳透生誕展示「墨」（2023年5月20日 - 5月28日、Gallery&Barくらげ）[79][80]
- 青柳透生誕展示「まじない」（2024年5月24日 - 5月26日、AWAJI Gallery）[81]

#### 展示
- 新春！大絵馬展2023（2023年1月10日 - 1月15日、Gallery&Barくらげ）[82][83]

- 新春！！大絵馬展2024（2024年1月14日 - 1月21日、Gallery&Barくらげ）[84][85]